# 安德烈亚斯·贝克 (足球运动员)
安德烈亚斯·贝克（德語：Andreas Beck，1987年3月13日—）是一位德国足球运动员，自2008年起效力于德甲俱乐部斯图加特。

## 俱乐部生涯

### 早年及斯图加特
贝克出生于前苏联克麦罗沃的俄罗斯德意志人家庭，并在3岁时举家回迁至德国阿伦。这位后卫是在柯尼希斯布龙（SVH Königsbronn）和瓦瑟阿芬根（DJK-SG Wasseralfingen）开始自己的足球生涯，直至2000年夏天加盟斯图加特的青训营。自2005年7月1日起，贝克与身处南部地区联赛作赛的斯图加特二队签订了一份业余合同。2006年2月11日，贝克在时任斯图加特主教练阿明·费的提拔下完成了德甲联赛首秀。在这场对阵比勒费尔德的比赛中，他是作为首发11人登场亮相。五天后，他又在对阵米德尔斯堡的欧洲联盟杯小组赛中替补出场，完成了自己的欧战首秀。在他的首个2005-06赛季，共获得5次德甲出场机会。2006年7月1日，贝克与斯图加特签订了一份为期四年的职业合同，并在球队夺冠的2006-07赛季获得4次德甲出场机会。因此，他也是斯图加特加冕德国足球冠军的成员之一。贝克的德甲首球则是在2007年10月27日射入：凭借他在第72分钟的全场唯一入球，斯图加特以1比0战胜勒沃库森。

### 霍芬海姆
由于在斯图加特始终无法获得首发身份，贝克决定离开俱乐部寻求新的挑战，并最终在2008年7月以约300万欧元的身价转会至当时的德甲升班马霍芬海姆。他在新东家的首秀是2008年8月10日的德国杯首轮，霍芬海姆以1比0战胜开姆尼茨。他的联赛首演则是代表霍芬海姆在2008年8月16日以3比0击败科特布斯。自加盟以来，贝克迅速确立了自己的主力地位，首季便参加了30场联赛及2次助攻，并随队成为半程冠军。期间队内只有杜巴斯·韋斯和丹巴·巴亞的出场次数比他更多。在2010-11赛季，贝克被时任主教练的拉尔夫·朗尼克委任为霍芬海姆新队长，作为已转会至纽伦堡的佩尔·尼尔森的继任者。他以队长身份参加的首场比赛是2010年8月14日的德国杯首轮，霍芬海姆以4比0战胜汉莎罗斯托克。
2011年5月，霍芬海姆收到了一份来自尤文图斯的报价，这家意甲俱乐部表示此前一直都对贝克表示兴趣。但随着对方主教练路易吉·德尔内里被解雇，尤文图斯的意向被搁置暂停。霍芬海姆也因为对这位时年24岁的球员进行评估而推迟了相应的转会谈判。此后，尤文图斯不再对此感兴趣。最终，贝克在两个月后与霍芬海姆续签了两年的合同直至2014年。但在2012年5月，贝克交出了队长袖标。他对自己决定解释称，霍芬海姆正处于一场变革，并将会构建新的架构。至2012-13赛季，他重新被任命为队长。

## 国家队生涯
在2007年2月21日，贝克在对阵意大利的比赛中完成了自己的21岁以下国家队首秀，在此之前，他在19岁以下及18岁以下国家队已各有过3次出场纪录。
2009年2月5日，贝克首次被时任国家队主教练的约阿希姆·勒夫召入德国成年组国家队，并在6天后于杜塞尔多夫对阵挪威的比赛完成首秀。在这场以0比1失利的友谊赛中，他作为边后卫于中场休息后替换安德烈亚斯·欣克尔登场。同年3月28日，他又在对阵列支敦士登的2010年世界杯预选赛中上阵，成为霍芬海姆历史上首位代表德国队参加正式比赛的球员。
贝克于国家队层面所取得的最大成就是在21岁以下国家队主教练霍斯特·赫鲁贝施的率领下夺得2009年歐洲U-21足球錦標賽冠军。凭借他在半决赛对阵意大利时的决定性入球（1比0），德国得以顺利进军决赛，并在决赛中以4比0大胜英格兰。
在2010年5月6日，贝克又入选了约阿希姆·勒夫备战2010年世界杯决赛圈的大名单，但最终无缘前往南非的23人正式名单，因为主教练更青睐于使用丹尼斯·奥戈及霍尔格·巴德施图伯。

## 生涯统计
截至2014年2月22日
| 俱乐部级别 | 俱乐部级别   | 俱乐部级别   | 联赛 | 联赛 | 杯赛   | 杯赛   | 国际 | 国际 | 总计 | 总计 |
| 赛季       | 球队         | 联赛         | 出场 | 入球 | 出场   | 入球   | 出场 | 入球 | 出场 | 入球 |
| 德国       | 德国         | 德国         | 联赛 | 联赛 | 德国杯 | 德国杯 | 欧战 | 欧战 | 总计 | 总计 |
| ---------- | ------------ | ------------ | ---- | ---- | ------ | ------ | ---- | ---- | ---- | ---- |
| 2005–06    | 斯图加特二队 | 南部地区联赛 | 12   | 1    | 0      | 0      | 0    | 0    | 12   | 1    |
| 2005–06    | 斯图加特     | 德甲联赛     | 5    | 0    | 0      | 0      | 1    | 0    | 6    | 0    |
| 2006–07    | 斯图加特二队 | 南部地区联赛 | 11   | 0    | 0      | 0      | 0    | 0    | 11   | 0    |
| 2006–07    | 斯图加特     | 德甲联赛     | 4    | 0    | 1      | 0      | 0    | 0    | 5    | 0    |
| 2007–08    | 斯图加特     | 德甲联赛     | 18   | 1    | 3      | 0      | 2    | 0    | 23   | 1    |
| 2008–09    | 霍芬海姆     | 德甲联赛     | 30   | 0    | 2      | 0      | –    | –    | 32   | 0    |
| 2009–10    | 霍芬海姆     | 德甲联赛     | 25   | 0    | 1      | 0      | –    | –    | 26   | 0    |
| 2010–11    | 霍芬海姆     | 德甲联赛     | 33   | 0    | 4      | 0      | –    | –    | 37   | 0    |
| 2011–12    | 霍芬海姆     | 德甲联赛     | 31   | 1    | 4      | 0      | –    | –    | 35   | 1    |
| 2012–13    | 霍芬海姆     | 德甲联赛     | 31   | 1    | 1      | 0      | –    | –    | 32   | 1    |
| 2013–14    | 霍芬海姆     | 德甲联赛     | 22   | 1    | 4      | 0      | –    | –    | 26   | 1    |
| 生涯总计   | 生涯总计     | 生涯总计     | 222  | 5    | 20     | 0      | 3    | 0    | 245  | 5    |

## 荣誉
- 19岁以下德甲联赛冠军：2005年
- 德国足球冠军：2007年
- 歐洲U-21足球錦標賽冠军：2009